# Евстафий Макремволит
Евстафий (также Евматий) Макремволит (также Макремболит) — византийский писатель и чиновник XIΙ века.
Отец императрицы Евдокии, второй жены императора Константина X. Автор популярного романа «Повесть об Исминии и Исмине», дошедшего до наших дней в 23 списках. Первый русский перевод романа появился в 1769 году, в 1782 году был издан в редакции А. П. Сумарокова.

## В литературе
Один из персонажей романа «Византийская тьма» русского писателя, доктора исторических наук Александра Алексеевича Говорова.